# Lythria purpuraria
Lythria purpuraria är en fjärilsart som beskrevs av Carl von Linné 1758. Lythria purpuraria ingår i släktet Lythria och familjen mätare. Inga underarter finns listade i Catalogue of Life.

## Bildgalleri

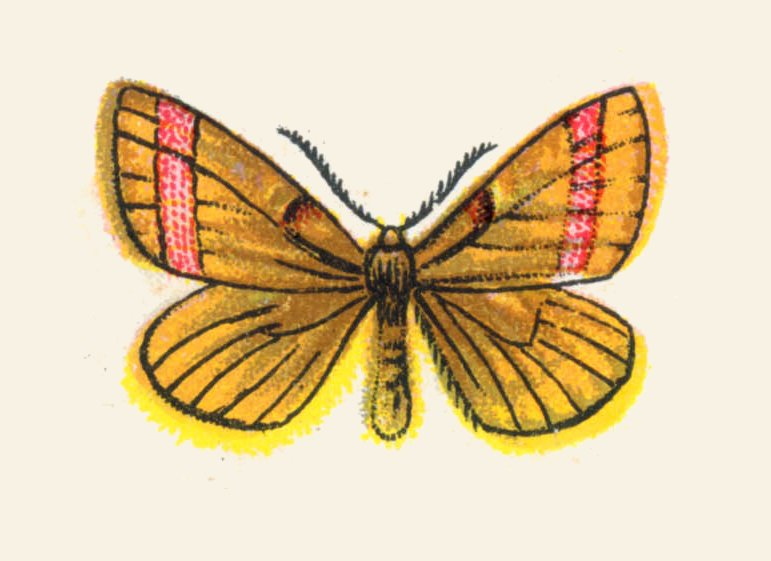